# A-Rosa Aqua
A-Rosa Aqua  — речное круизное четырёхпалубное, каютное, четырёх-с-половиной-звёздочное  судно, построенное на верфи Neptun Werft в  Росток-Варнемюнде (Германия) в 2009 году и эксплуатируемое A-ROSA Flussschiff GmbH Росток. С момента своего официального ввода в эксплуатацию судно эксплуатировалось на реках Рейн, Майн и Мозель. Судами-близнецами являются однотипные A-Rosa Brava и A-Rosa Viva.

## История судна
Судно было заказано в 2008 году на верфи Neptun Werft в Росток-Варнемюнде для эксплуатации на реках Рейн, Майн и Мозель. Киль судна был заложен 17 октября 2008 года, а спуск состоялся уже 27 марта 2009 года. 30 июня 2009 года седьмое речное круизное судно было передано пароходству. На следующей неделе  теплоход своим ходом через Балтийское море, Кильский канал, Северное море, Эйсселмер и Рейн прибыл в Дойцер порт Кёльна. 24 июля 2009 года состоялась церемония крещения и крёстной стала Инге Кампверт (Inge Kampwerth) (самая симпатичная жительница Кёльна) , где судно получило имя A-Rosa Aqua. Теплоход оснащён четырьмя двигателями Volvo Penta D12-450MH(KC) и приводится в движение четырьмя двухлопастными винтами. Дополнительно в носу установлено подруливающее устройство Pumpjet-SPJ 82 марки Schottel, приводимое двигателем мощностью 405 кВт. Судно имеет низкие надстройки для прохождения под старинными мостами Мозеля и канала Майн — Дунай.  Судно совершает круизы в северном направлении до Хартлингена на Ваттовом море, в южном до Базеля, по Мозель до Трира. Техобслуживание осуществляется в Дойцер порту в Кёльне и во Франкфурте на Майне. Свой родной порт в Ростоке после передачи A-Rosa Aqua ещё не навещала.

## На борту
К услугам пассажиров 99 двухместных кают по 14,5 м². Каюты оснащены кондиционером, душем и жидко-кристаллическим телевизором. 70 кают имеют французский балкон. 32 каюты для экипажа находятся в носу и в корме на нижней палубе. Ресторан на 56 мест, кафе, винный бар.
- A-Rosa Aqua по Рейну у Кёльна
- A-Rosa Aqua у верфи Neptun Werft в Росток-Варнемюнде
- A-Rosa Aqua отшвартовалась от причала в Кёльне